# (35365) Cooney
(35365) Cooney ist ein Asteroid des Hauptgürtels, der am 21. Oktober 1997 vom tschechischen Astronomen Petr Pravec an der Sternwarte Ondřejov (IAU-Code 557) auf dem Berg Manda in Ondřejov entdeckt wurde.
Der Asteroid wurde am 7. April 2005 nach dem US-amerikanischen Amateurastronomen Walter R. Cooney, Jr. (* 1962) benannt.